# Too Far
A Too Far című pop-dance sláger Kylie Minogue ausztrál énekesnő kislemeze hatodik, Impossible Princess című albumáról. A dal producerei a Brothers in Rhythm voltak. Az Egyesült Királyságban promóciós bakelitlemezen jelent meg.

## Formátum és számlista
Promóciós maxi bakelit

(TOOFAR1; Megjelent 1998)
1. Too Far (Brothers in Rhythm mix) – 10:21
2. Too Far (Junior Vasquez mix) – 11:44

## Közreműködnek
- Kylie Minogue – lead vokál
- Steve Anderson – Felvételvezető, Zongora, Billentyűs hangszerek, dobprogramok
- Dave Seaman
- Greg Bone – gitár
- Gavin Wright – violin